# 江西省司法厅
江西省司法厅是中华人民共和国江西省人民政府的组成部门。

## 相关机构

### 内设机构
- （一）办公室。
- （二）人事警务处（离退休干部处）。
- （三）宣传培训处。
- （四）普法教育处（江西省普法教育工作领导小组办公室）。
- （五）律师工作处（江西省省直公职律师办公室）
- （六）公证工作处。
- （七）法律援助工作处。
- （八）调解工作处。
- （九）国家司法考试处（江西省国家司法考试办公室）。
- （十）司法鉴定管理局。
- （十一）法制处（仲裁登记管理处、人民监督员选任管理办公室）。
- （十二）计财装备处（审计处）。
- （十三）监所工作处。
- （十四）社区矫正管理局。
- （十五）直属机关党委。负责机关和直属单位的党群工作。
- （十六）省纪委驻厅纪检组。为省纪委的派驻机构。
- （十七）厅机关后勤服务中心。承担厅机关后勤服务工作。
- （十八）厅信息中心。承担全省司法行政系统信息化和电子政务以及光纤专网的建设、管理和维护工作。
- （十九）省律师协会办公室。办理省律师协会的日常工作。
- （二十）江西省南昌市赣江公证处。